# Coelinius parvulus
Coelinius parvulus är en stekelart som först beskrevs av Christian Gottfried Daniel Nees von Esenbeck 1811.  Coelinius parvulus ingår i släktet Coelinius och familjen bracksteklar. Arten är reproducerande i Sverige. Utöver nominatformen finns också underarten C. p. bicolor.